# 1992 VQ
1992 VQ är en asteroid i huvudbältet som upptäcktes den 2 november 1992 av de båda japanska astronomerna Seiji Ueda och Hiroshi Kaneda i Kushiro.
Asteroiden har en diameter på ungefär 11 kilometer och den tillhör asteroidgruppen Koronis.